# 寶妹與皮姊
〈寶妹與皮姊〉（英語：Fionna and Cake）是《探險活寶》第三季的第9集。在卡通頻道2011年9月5日播出。在這一集裡，阿寶和老皮被迫聽冰霸王的性轉換同人作品寶妹和皮姊。在他的故事，寶妹與泡泡王子約會，並與邪惡的冰霸后戰鬥。

## 劇情
寶妹與皮姊正幫助泡泡王子裝飾兩年一度泡泡派對（Biennial Gumball Ball），泡泡王子就問寶妹是否今天晚上要和他去。當冰霸皇后闖入城堡並要綁架泡泡王子時，他們對話打斷了。寶妹與皮姊一開始跟她戰鬥，她就神秘地消失。而顯然沒有受傷的泡泡王子與寶妹安排約會。在樹堡壘，寶妹與皮姊爭吵是否泡泡王子請求與寶妹約會。皮姊決定幫助寶妹。兩人在城堡花園碰上泡王子和他的駿馬黑漆漆哥哥（Lord Monochromicorn）。然後一群人飛越空中而泡泡王子對寶妹唱情歌〈哦，寶妹〉（Oh, Fionna），並最終向她請求成為他的女朋友。當寶妹與皮姊拿到球時，泡泡王子帶寶妹到他用蠟燭和玫瑰花瓣裝飾的房間並鎖上門。當他開始脫掉襯衫時，她變得慌亂，並且後退。接著有滴水落在她的肩膀上，她抬起頭看著真正的泡泡王子被囚在天花板上的巨型冰柱內。假王子其實是冰霸后。寶妹很快動彈不得; 皮姊感覺到有麻煩就緊急救援。
她被欺騙而憤怒，寶妹拿出水晶劍戰鬥。而這把劍其實是冰霸后的另一陷阱，並從寶妹手中轉為一冰球。皮姊聽到樓下的聲響並意識到寶妹面臨問題。寶妹毫不氣餒用冰在冰霸后頭上打。冰霸后用一陣雪將她走開，但讓寶妹接近泡泡王子，打破並放他，再用破掉的冰柱擊倒冰霸后。皮姊闖進並看見泡泡王子站在穿著破爛衣服的寶妹旁邊；她弄錯人並撲向他，寶妹阻止皮姊，並告訴這始終是冰霸后。就在那時，冰霸后恢復並從寶妹連續射擊皮姊，寶妹接著消除她冠狀頭飾魔法，消除她的力量。真正的泡泡王子在約會上問寶妹被拒絕；寶妹說她目前不需要男朋友。
此集顯示整個故事是冰霸王所作的同人小說，他正在讀給冰塊裡動彈不得的阿寶和老皮聽。冰霸王問他們喜不喜歡他的故事；阿寶起初猶豫了一下，但是當冰霸王用他冰冻能力威脅他們的時候，阿寶立即安撫他。

## 登場角色

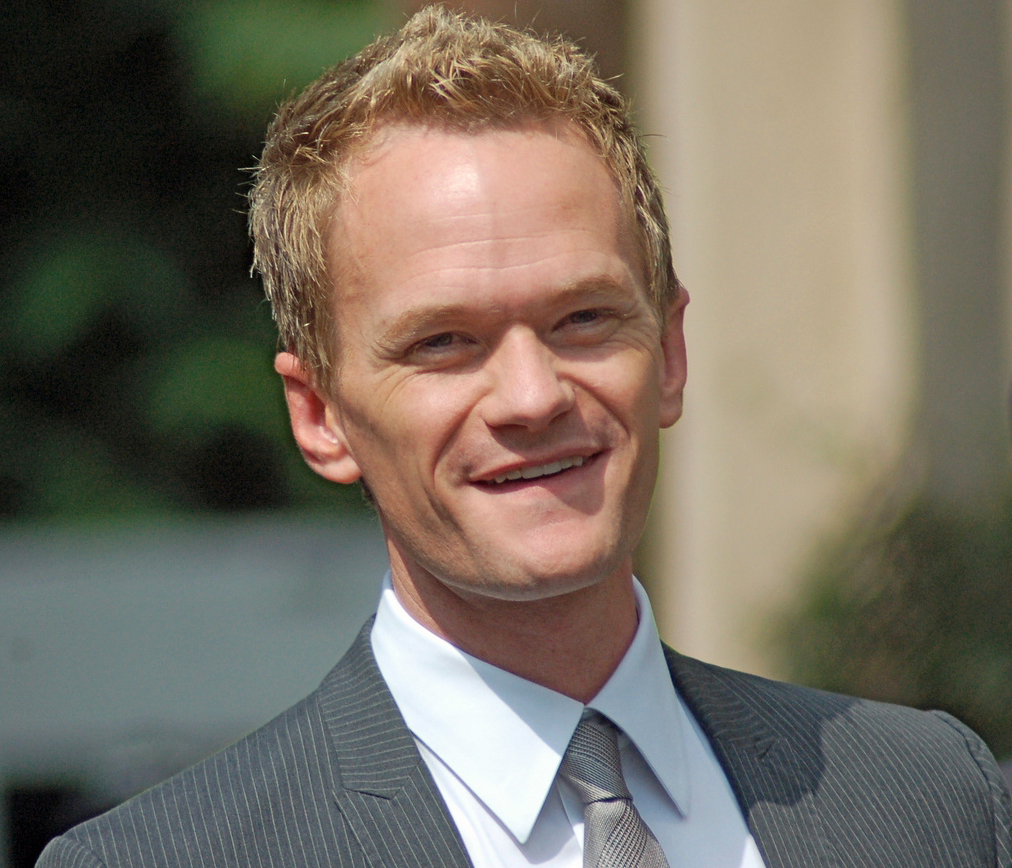
尼爾·柏德烈·夏里斯於此集飾演泡泡王子。

《寶妹與皮姊》背景設定於性轉換世界，哇賽秘境居民同樣是性轉換版。以下是《寶妹與皮姊》中的主要角色。
- 寶妹（由瑪德琳·馬丁（英语：Madeleine Martin）飾演[2]） – 寶妹是阿寶的性轉換版。寶妹是一位勇於冒險的女孩，與吸引力和浪漫主義[3][4]。
- 皮姊（由蘿絲·萊恩（英语：Roz Ryan）飾演[2]） – 皮姊是老皮的性轉換版。皮姊冷嘲熱諷又熱鬧，但也是寶妹的忠實朋友[3]。很像傑克，擁有將身體伸展成無數捲曲形狀的力量[4]。
- 泡泡王子（由尼爾·柏德烈·夏里斯飾演[5]） – 泡泡王子是泡泡糖公主的性轉換版。冰霸后綁架計劃的時常受害者，似乎對寶妹有一種感覺[4][6]。
- 冰霸后（由格蕾·德莱勒[7]） – 冰霸后是冰霸王的性轉換版。她跟他一樣，冰霸王不斷地綁架對象（她最常見的目標是泡泡王子）[4][8]。
- 黑漆漆哥哥 – 彩虹姊姊的性轉換版。彩虹姊姊用韓語說話，而黑漆漆哥哥主要透過摩尔斯电码溝通[4][8][9]。黑漆漆哥哥與皮姊正在交往[4][8]。

## 幕後製作
《寶妹與皮姊》由芮貝卡·薛格和亞當·穆托擔任編劇及分鏡，馬克·班克、派屈克·麥克海爾、奧斯本（Osborne）和原創潘得頓·沃德擔任故事撰稿。由拉里·萊奇力特指導。起源於人物造型和分鏡修正娜塔莎·阿萊格里（Natasha Allegri）在閒暇之餘於網路上張貼的圖畫。她的創作最終被製作人封殺了。阿萊格里甚至重新錄製最初由原創潘得頓·沃德演唱的主題曲。薛格打算將《寶妹與皮姊》成“一個刺激的感覺的巨大慶祝粉絲的感覺”和“讓一些完全可笑的東西讓你的心臟收緊”。
薛格和穆托將原來的草稿大量改變故事；此集的第一版本中沒有冰霸后、球和水晶劍。第二幕是泡泡王子和寶妹在餐廳約會，而不是冒險。薛格還為男性版艾薇爾的艾爾（Marshall Lee）寫幾行台詞，但是一度都被刪除了。薛格以某種方式“乞求”沃德讓她把這個角色要回來，但只有客串演出且無台詞。薛格本來希望丹特·巴斯科飾演角色，但後來在第五季《壞壞男孩》由唐納·葛洛佛飾演。
尼爾·柏德烈·夏里斯是薛格飾演泡泡王子的首選，解釋想要讓她的兄弟“著迷”於《蝙蝠俠智勇悍將》的音樂大師（夏里斯飾演）的史蒂夫增添印象。歌曲〈哦，寶妹〉的場景是由薛格設計，混合1992年電影《阿拉丁》的歌曲〈嶄新的世界〉，以及《薩爾達傳說 穆修拉的假面》的羅曼尼牧場外星人。

## 迴響
《寶妹與皮姊》於2011年9月5日卡通頻道播出。有3.315百萬觀眾收看，並且男孩類別收視率都大幅增加。與一年前相比，觀眾人數也增加了42%。當時《寶妹與皮姊》是本節目最高收視率。此集首次發行於包括從系列前三季16集的2013年《寶妹與皮姊》DVD。
《DVD Talk》的泰勒·福斯特（Tyler Foster）讚揚此集創作，並將該作品的幽默感及對女孩的寓意稱讚。此外讚揚〈哦，寶妹〉這首歌視為“精彩”。《奧斯汀紀事報》的理查德·惠特克（Richard Whittaker）指出此集是“跨性別異裝的冒險”。他覺得寶妹的表徵吸引了這個節目的普遍性，並設法保持對節目的觀眾的尊重。而“強而又情緒脆弱”的皮姊是為老皮用徒法煉鋼轉成女性的方式成功打造的。
《影音俱樂部》的奧利弗·薩瓦（Oliver Sava）在第五季《壞壞男孩》的評論中，將《寶妹與皮姊》稱為“《探險活寶》狂熱中最引人入勝的一面”。他寫道：“《寶妹與皮姊》讓人聯想起此節目之前的故事，關於它鮮明動畫、節奏明快、音樂、成功融合奇幻動作和喜劇，以及以角色為主的劇情。”因此他覺得這個作品是由整個節目中作品所組成的大量要素。在單篇文章中，薩瓦本節目十個最有代表性的劇集中的一個錄入，並寫道，它也是“本節目中最具好鬥又有女孩間友情的劇集”。
《寶妹與皮姊》播出後特別受本節目影迷成功。薩瓦指出，雖然該兩名角色當時只有登場一集，但很快成為了最受歡迎的角色。據“娛樂考官”（Entertainment Examiner）說，本節目影迷對該角色得到好評，並希望他們在往後的劇集登場。